# Ghost House (film, 2017)

Ghost House est un film d'épouvante américain sorti en 2017 écrit et réalisé par Rich Ragsdale qui en a également composé la musique.

## Synopsis
Julie et Jim sont deux américains faisant du tourisme à Bangkok. Ils sont très vite abordés par deux jeunes anglais avec lesquels ils sympathisent. Ces derniers se proposent de leur faire visiter les quartiers chauds, puis ils suggèrent au jeune couple de les emmener voir une curiosité locale, le cimetière des fantômes. Arrivé devant une statuette dans une niche en bois, l'un des anglais propose à Julie de voler la statuette, celle-ci se laisse convaincre tandis que les deux britanniques s'enfuient à toutes jambes. A ce moment le fantôme prisonnier de la statuette a pénétré l'esprit de Julie. Commencera alors une quête hasardeuse, Jim s'acharnant à trouver une solution à son envoûtement tandis que Julie sera victime de vison et d'envoûtements de plus en plus violents

## Fiche technique
- Titre : Ghost House
- Réalisation : Rich Ragsdale
- Scénario : Rich Ragsdale, Kevin O'Sullivan, Jason Chase Tyrrell
- Musique :  Rich Ragsdale
- Photographie : Pierluigi Malavasi
- Durée : 1 h 29 min
- Genre : Horreur, fantastique
- Date de sortie : 25 août 2017  États-Unis

## Distribution
- Scout Taylor-Compton : Julie
- James Landry Hébert : Jim
- Mark Boone Junior : Reno
- Russell Geoffrey Banks : Robert
- Rich Lee Gray : Billy (crédité comme Richard Gray)
- Elana Krausz : Gwen
- Kevin Ragsdale : Cal
- Wen-Chu Yang : Watabe (crédité comme Wenchu Yang)
- Michael S. New : Gogo